# Phoebis editha
Phoebis editha är en fjärilsart som först beskrevs av Butler 1870.  Phoebis editha ingår i släktet Phoebis och familjen vitfjärilar.
Artens utbredningsområde är Haiti. Inga underarter finns listade i Catalogue of Life.